# Ars notoria
Ars notoria „umění dobře známého“ je středověký termín pro mnemotechnické praktiky. Výraz notoria vychází z notorius „dobře známý, obecně známý“ ve středověké latině a to zase z latinského noscere „poznávat“. Příbuzným slovem je latinské nota „značka, znamení, poznámka“.
Pod „značkami“, které toto umění užívalo, byly chápány mimo jiné i různé zvláštní figury a diagramy, často s astrologickým významem, a ars notoria tak bylo chápáno jako magická praktika. Bylo spojováno se získáváním vědění od Boha prostřednictvím invokací andělů a modliteb, po vzoru Šalomouna, kterému měla být Stvořitelem odhalena tajemství všech svobodných a mechanických umění. K dalším postavám spojovaných s ars notoria patřil především Apollónios z Tyany, ale také apoštol Pavel, ke knihám pak stejnojmenné Ars Notoria z 13. století a Přísežná kniha Honoriova, grimoár poprvé zmiňovaný v polovině 14. století. Někdy bylo ars notoria považováno za černou magii a tvrdě ho odsuzoval Tomáš Akvinský. Například ale Ars Notoria slovo magie vůbec neužívá a prezentuje se jako soubor modliteb seslaných Šalomounovi anděly. John z Morigny, mnich žijící na přelomu 13. a 14. století, zase došel k závěru, že ač byly modlitby v Ars Notoria skutečně seslány anděly je text pokažen démony. Ve své Liber visionum následně nabídl očištěnou podobu, která mu měla být seslána Pannou Marií. Na ars notoria podle historika Györgyho E. Szonyiho navazoval svými „rozhovory s anděly“ renesanční mág John Dee.